# Calamus vinosus
Calamus vinosus är en enhjärtbladig växtart som beskrevs av Odoardo Beccari. Calamus vinosus ingår i släktet Calamus och familjen Arecaceae. Inga underarter finns listade i Catalogue of Life.